# 庫克集團
庫克集團股份有限公司是一家總部位於美國印第安納州布盧明頓的私人控股公司。其主要從事醫療器械製造。該公司在福布斯「2008年美國最大的私營公司」排行榜中排第324位。它有三個主要部門：庫克醫療公司、聯合製造、及聯營公司。所有這三個部門都是由若干附屬公司所組成。

## 历史
該公司的母公司，庫克股份有限公司於1963年在布盧明頓成立。上述公司最初經營導管，針頭和線導向器等器械。如今，該公司的產品已銷往135個國家. 。